# Kundak
Kundak (usadnik) je zadnji dio vatrenog oružja ili samostrijela kojim se oružje oslanja na rame radi preciznijeg gađanja i čvšćeg držanja vatrenog oružja prilikom trzaja pri opaljenju. Najčešće je drveni, metalni ili plastični.